# Cantón de Rougé
El cantón de Rougé era una división administrativa francesa, que estaba situada en el departamento de Loira Atlántico y la región de Países del Loira.

## Composición
El cantón estaba formado por cinco comunas:
- Fercé
- Noyal-sur-Brutz
- Rougé
- Soulvache
- Villepot

## Supresión del cantón de Rougé
En aplicación del Decreto n.º 2014-243 de 25 de febrero de 2014, el cantón de Rougé fue suprimido el 22 de marzo de 2015 y sus 5 comunas pasaron a formar parte del nuevo cantón de Châteaubriant .